# Kim Song-guk (Sportschütze)
Kim Song-guk (* 5. Oktober 1985) ist ein nordkoreanischer Sportschütze.

## Erfolge
Kim Song-guk gewann 2014 bei den Weltmeisterschaften in Granada im Mannschaftswettbewerb mit der Freien Pistole über 50 m die Bronzemedaille. Er nahm an den Olympischen Spielen 2016 in Rio de Janeiro in den Wettbewerben mit der Luftpistole über 10 m und der Freien Pistole über 50 m teil. Mit der Luftpistole kam er als 17. nicht über die Qualifikation hinaus, während er mit der Freien Pistole 557 Punkte erreichte, woraufhin er als Fünfter für die Finalrunde qualifiziert war. In dieser schoss er 172,8 Punkte und platzierte sich damit auf dem Bronzerang hinter Jin Jong-oh und Hoàng Xuân Vinh. Bei den Asienspielen 2018 in Incheon blieb er ohne Medaille.